# Musée Jakob Smits
Le musée Jakob Smits est un musée municipal situé dans la commune belge de Mol, dans la province d'Anvers.
Le musée possède une collection composée principalement d'œuvres du peintre belgo-néerlandais Jakob Smits ainsi que celles d'autres artistes de l'École de Mol (nl). Le musée est hébergé dans l'ancien presbytère de Sluis (nl), un hameau de Mol, et dispose de sept salles d'exposition réparties sur trois étages.

## Collection
La collection du musée Jakob Smits contient principalement des œuvres de Jakob Smits mais aussi des autres artistes de la 'Molse School'.
|                       |
| Vrouw aan de wastobbe |

|           |
| Mater Dei |

|             |
| Herfstdreef |

|                    |
| Maria Boodschap II |

|                 |
| Het gouden kalf |

|                      |
| Gehucht in de Kempen |

|          |
| Judaskus |

|                           |
| Sénateur Max Hallet, 1919 |

|                                 |
| Christus predikend in de schuur |

|              |
| Jef Van Hoof |

|                          |
| Kempisch landschap, 1927 |

|          |
| De armen |

|                |
| De zomer, 1894 |